# Stan Dragoti
Stan Dragoti (született Stanley John Dragoti) (New York, 1932. október 4. – Los Angeles, Kalifornia, 2018. július 13.) amerikai filmrendező, forgatókönyvíró.

## Filmjei
- Dirty Little Billy (1972, forgatókönyvíró, rendező)
- McCoy (1976, tv-sorozat, egy epizód, rendező)
- Szerelem első harapásra (Love at First Bite) (1979, rendező)
- A kispapa (Mr. Mom) (1983, rendező)
- Mr. Mom (1984, tv-film, forgatókönyvíró)
- Magas barna férfi felemás cipőben (The Man with One Red Shoe) (1985, rendező)
- Papa, én nő vagyok! (She's Out of Control) (1989, rendező)
- Rögbi bunda (Necessary Roughness) (1991, rendező)